# Rai Open 2010
Il Rai Open 2010 è stato un torneo professionistico di tennis maschile giocato sulla terra rossa, che faceva parte dell'ATP Challenger Tour 2010. Si è giocato a Roma in Italia dal 12 al 18 aprile 2010.

## Partecipanti

### Teste di serie
| Nazionalità | Giocatore             | Ranking* | Testa di serie |
| ----------- | --------------------- | -------- | -------------- |
| Austria     | Daniel Köllerer       | 93       | 1              |
| Spagna      | Rubén Ramírez Hidalgo | 119      | 2              |
| Belgio      | Christophe Rochus     | 133      | 3              |
| Rep. Ceca   | Jan Hernych           | 136      | 4              |
| Belgio      | Kristof Vliegen       | 148      | 5              |
| Spagna      | Albert Ramos Viñolas  | 154      | 6              |
| Romania     | Adrian Ungur          | 165      | 7              |
| Stati Uniti | Jesse Witten          | 166      | 8              |

- Ranking al 5 aprile 2010.

### Altri partecipanti
Giocatori che hanno ricevuto una wild card:
- Flavio Cipolla
- Antonio Comporto
- Gianluca Naso
- Matteo Trevisan

Giocatori passati dalle qualificazioni:
- Jesse Huta Galung
- Boris Pašanski
- Franco Skugor
- Matteo Viola

## Campioni

### Singolare
Filippo Volandri ha battuto in finale  Lamine Ouahab con il punteggio di 6–4, 7–5

### Doppio
Tomasz Bednarek /  Mateusz Kowalczyk hanno battuto in finale  Jeff Coetzee /  Jesse Witten con il punteggio di 6–4, 7–6(4)